# Biserka Višnjić
Pour les articles homonymes, voir Višnjić.
Biserka Višnjić, née Rožićle 10 octobre 1953 à Trogir en Yougoslavie (aujourd'hui en Croatie), est une handballeuse internationale yougoslave.
Avec l'équipe nationale de Yougoslavie, elle est notamment Championne du monde en 1973 puis championne olympique en 1984.

## Biographie
Elle a commencé sa carrière de handball au RK Ekonomist de Trogir, une équipe composée de joueuses ayant fréquenté le même cours à l’école d’économie. En première année, les écoles secondaires ont remporté la ligue régionale de l'époque, en deuxième année, elles se sont qualifiées pour la deuxième division yougoslave et en troisième année, elles ont été placées dans la première division fédérale de Yougoslavie. En 1971, elle poursuit sa carrière au ŽRK Trešnjevka Zagreb (hr), avec lequel elle remporte la première Coupe de l'IHF (C3) en 1982 , dont elle aurait été la meilleure joueuse et buteuse[réf. nécessaire].
En 1984, elle part au Japon et joue pour le club de handball « Omron » de la ville de Kumamoto, avec lequel l'équipe remporte le championnat du Japon. De retour du Japon, elle retourne au RK Trešnjevka et en 1989, elle se rend en Italie pour jouer pour le PM Vittorio Veneto puis pour le Tiger de Palerme. Grâce à d'excellents matchs, elles ont remporté la deuxième place du championnat italien et pour la première fois de l'histoire, une équipe féminine de l'île de Sicile s'est qualifiée pour une compétition européenne. Il a terminé sa carrière en club en jouant pour le club du RK Sisak en 1993.
Avec l'équipe nationale de Yougoslavie, elle est notamment Championne du monde en 1973 puis championne olympique en 1984. Quatre ans plus tôt, bien que meilleure buteuse de la compétition, Višnjić et les Yougoslaves doivent se contenter d'une médaille d'argent aux Jeux olympiques 1980 à Moscou. Elle a également remporté une médaille d'or aux Jeux méditerranéens de 1979 et une médaille de bronze au Championnat du monde 1982.

## Palmarès

### En équipe nationale
Jeux olympiques
- médaille d'argent aux Jeux olympiques 1980 à Moscou
- médaille d'or aux Jeux olympiques 1984 à Los Angeles

Championnats du monde
- médaille d'or au Championnat du monde 1973[4]
- médaille de bronze au Championnat du monde 1982
- 6e place au Championnat du monde 1986

Jeux méditerranéens
- médaille d'or aux Jeux méditerranéens de 1979[2]

### En club
- Vainqueur de la Coupe de l'IHF (C3) en 1982

### Distinctions individuelles
- meilleure buteuse des Jeux olympiques 1980[3]
- meilleure buteuse de la Coupe de l'IHF 1981-1982[réf. nécessaire]